# Dobrá volba 2016
Dobrá volba 2016 (oficiální zkratkou DV 2016, původně pouze Dobrá volba) je česká politická strana založená bývalým místopředsedou TOP 09 Pavolem Lukšou. Prezentuje se jako liberálně demokratické uskupení s prvky křesťanskodemokratické politiky a národnostním akcentem.
Strana chce zavést povinnou vojenskou službu a navýšení výdajů pro armádu.
Dobrá volba je aktivní téměř výhradně v Moravskoslezském kraji - s výjimkou voleb do PSP v roce 2017 se neúčastnila celostátních voleb. 

## Volební výsledky

##### Krajské volby
| Rok  | Počet hlasů | Podíl hlasů v % | Mandáty |
| ---- | ----------- | --------------- | ------- |
| 2016 | 1 779       | 0,59 %          | 0/65    |

##### Sněmovní volby
| Rok  | Počet hlasů | Podíl hlasů v % | Mandáty |
| ---- | ----------- | --------------- | ------- |
| 2017 | 3 722       | 0,07 %          | 0/200   |

##### Komunální volby
| Rok  | Počet hlasů | Podíl hlasů v % | Mandáty  |
| ---- | ----------- | --------------- | -------- |
| 2018 | 22 045      | 0,02 %          | 10/61892 |
| 2022 | 12 832      | 0,01 %          | 10/61780 |

##### Senátní volby
| Rok  | Obvod              | Kandidát         | 1. kolo     | 1. kolo | 2. kolo              | 2. kolo              |
| Rok  | Obvod              | Kandidát         | Počet hlasů | pct.    | Počet hlasů          | pct.                 |
| ---- | ------------------ | ---------------- | ----------- | ------- | -------------------- | -------------------- |
| 2020 | 69 – Frýdek-Místek | Pavol Lukša      | 2 576       | 7,19 %  | Kandidát nepostoupil | Kandidát nepostoupil |
| 2020 | 75 – Karviná       | Marian Lebiedzik | 1 684       | 7,51 %  | Kandidát nepostoupil | Kandidát nepostoupil |